# Скакавац
Скакавци су група инсеката који припадају подреду Caelifera, а често се за читав подред користи термин скакавци. Они спадају међу оно што је вјероватно најстарија жива група инсеката биљоједа, која датира из раног тријаса, прије око 250 милиона година.
Скакавци су обично инсекти који живе на земљи са снажним задњим ногама које им омогућавају да побјегну од пријетњи снажним скоком. Као хемиметаболни инсекти, они не пролазе кроз потпуну метаморфозу; излегу се из јајета у нимфу или „лијевак“, која пролази кроз пет митарења, постајући сличнија одраслој јединки у свакој развојној фази. Они чују кроз бубни орган који се налази у првом сегменту стомака причвршћеном за грудни кош; чуло вида им је у сложеним очима, а промјена интензитета свјетлости се опажа у простим очима. При великој густини насељености и под одређеним условима животне средине, неке врсте скакаваца могу да промијене боју и понашање и да формирају ројеве. Под овим околностима, они су познати као врста locust.
Хране се биљкама, са неколико врста које понекад постају озбиљне штеточине житарица, поврћа и пашњака, посебно када се роје у милионима, у фази locusts и уништавају усјеве на широким подручјима. Од предатора се штите камуфлажом; када их открију, многе врсте покушавају да заплаше предатора блиставо обојеним бљеском крила док скачу и (ако су одрасли) лансирају се у ваздух, обично летећи само на краткој удаљености. Друге врсте, попут дугиног скакавца, имају упозоравајућу боју која одвраћа предаторе. Скакавци су погођени паразитима и разним болестима, а многа грабежљива створења се хране и нимфама и одраслим јединкама. Јаја су подложна нападима паразитоида и предатора.
Скакавци имају дугу везу са људима. Ројеви скакаваца могу да имају разорне посљедице и да изазову глад, пошто су то радили још од библијских времена. Чак и у мањем броју, могу да буду озбиљне штеточине. Користе се као храна у земљама као што су Мексико и Индонезија. Појављују се у умјетности, симболизму и књижевности. Проучавање врста скакаваца назива се акридологија.

## Филогенија
Скакавци припадају подреду Caelifera, иако се термин „скакавац“ понекад користи као уобичајено име за подред уопште, а неки извори га ограничавају на „напредније“ групе. Могу се сврстати у инфраред Acrididea, а у старијим текстовима су се називали „краткороги скакавци“, како би се разликовали од такође застарелог термина „дугороги скакавци“ (сада жбунасти цврчци или коњици), са својим много дужим антенама. Филогенија Caelifera је заснована на митохондријској рибозомалној РНК тридесет и два таксона у шест од седам суперпородица, а приказана је као кладограм. Редови Ensifera (цврчци, итд.), Caelifera и све надпородице скакаваца осим Pamphagoidea су монофилетске.
|  |                                       |
|  |                                       |
|  | \| \| \| \| \| \| \| \| , \| \| \| \| |
|  |                                       |
|  |                                       |
|  |                                       |
|  | ,                                     |
|  |                                       |

|  |   |
|  |   |
|  | , |
|  |   |

|  |                                       |
|  |                                       |
|  | \| \| \| \| \| \| \| \| , \| \| \| \| |
|  |                                       |
|  |                                       |
|  |                                       |
|  | ,                                     |
|  |                                       |

|  |   |
|  |   |
|  | , |
|  |   |

|  |                                       |
|  |                                       |
|  | \| \| \| \| \| \| \| \| , \| \| \| \| |
|  |                                       |
|  |                                       |
|  |                                       |
|  | ,                                     |
|  |                                       |

|  |   |
|  |   |
|  | , |
|  |   |

|  |                                       |
|  |                                       |
|  | \| \| \| \| \| \| \| \| , \| \| \| \| |
|  |                                       |
|  |                                       |
|  |                                       |
|  | ,                                     |
|  |                                       |

|  |   |
|  |   |
|  | , |
|  |   |

|  |                                       |
|  |                                       |
|  | \| \| \| \| \| \| \| \| , \| \| \| \| |
|  |                                       |
|  |                                       |
|  |                                       |
|  | ,                                     |
|  |                                       |

|  |   |
|  |   |
|  | , |
|  |   |

|  |                                       |
|  |                                       |
|  | \| \| \| \| \| \| \| \| , \| \| \| \| |
|  |                                       |
|  |                                       |
|  |                                       |
|  | ,                                     |
|  |                                       |

|  |   |
|  |   |
|  | , |
|  |   |

|  |                                       |
|  |                                       |
|  | \| \| \| \| \| \| \| \| , \| \| \| \| |
|  |                                       |
|  |                                       |
|  |                                       |
|  | ,                                     |
|  |                                       |

|  |   |
|  |   |
|  | , |
|  |   |

|  |                                       |
|  |                                       |
|  | \| \| \| \| \| \| \| \| , \| \| \| \| |
|  |                                       |
|  |                                       |
|  |                                       |
|  | ,                                     |
|  |                                       |

|  |   |
|  |   |
|  | , |
|  |   |

|  |                                       |
|  |                                       |
|  | \| \| \| \| \| \| \| \| , \| \| \| \| |
|  |                                       |
|  |                                       |
|  |                                       |
|  | ,                                     |
|  |                                       |

|  |   |
|  |   |
|  | , |
|  |   |

|  |                                       |
|  |                                       |
|  | \| \| \| \| \| \| \| \| , \| \| \| \| |
|  |                                       |
|  |                                       |
|  |                                       |
|  | ,                                     |
|  |                                       |

|  |   |
|  |   |
|  | , |
|  |   |

|  |                                       |
|  |                                       |
|  | \| \| \| \| \| \| \| \| , \| \| \| \| |
|  |                                       |
|  |                                       |
|  |                                       |
|  | ,                                     |
|  |                                       |

|  |   |
|  |   |
|  | , |
|  |   |

|  |                                       |
|  |                                       |
|  | \| \| \| \| \| \| \| \| , \| \| \| \| |
|  |                                       |
|  |                                       |
|  |                                       |
|  | ,                                     |
|  |                                       |

|  |   |
|  |   |
|  | , |
|  |   |

|  |                                       |
|  |                                       |
|  | \| \| \| \| \| \| \| \| , \| \| \| \| |
|  |                                       |
|  |                                       |
|  |                                       |
|  | ,                                     |
|  |                                       |

|  |   |
|  |   |
|  | , |
|  |   |

|  |                                       |
|  |                                       |
|  | \| \| \| \| \| \| \| \| , \| \| \| \| |
|  |                                       |
|  |                                       |
|  |                                       |
|  | ,                                     |
|  |                                       |

|  |   |
|  |   |
|  | , |
|  |   |

|  |                                       |
|  |                                       |
|  | \| \| \| \| \| \| \| \| , \| \| \| \| |
|  |                                       |
|  |                                       |
|  |                                       |
|  | ,                                     |
|  |                                       |

|  |   |
|  |   |
|  | , |
|  |   |

|  |                                       |
|  |                                       |
|  | \| \| \| \| \| \| \| \| , \| \| \| \| |
|  |                                       |
|  |                                       |
|  |                                       |
|  | ,                                     |
|  |                                       |

|  |   |
|  |   |
|  | , |
|  |   |

|  |                                       |
|  |                                       |
|  | \| \| \| \| \| \| \| \| , \| \| \| \| |
|  |                                       |
|  |                                       |
|  |                                       |
|  | ,                                     |
|  |                                       |

|  |   |
|  |   |
|  | , |
|  |   |

|  |                                       |
|  |                                       |
|  | \| \| \| \| \| \| \| \| , \| \| \| \| |
|  |                                       |
|  |                                       |
|  |                                       |
|  | ,                                     |
|  |                                       |

|  |   |
|  |   |
|  | , |
|  |   |

|  |                                       |
|  |                                       |
|  | \| \| \| \| \| \| \| \| , \| \| \| \| |
|  |                                       |
|  |                                       |
|  |                                       |
|  | ,                                     |
|  |                                       |

|  |   |
|  |   |
|  | , |
|  |   |

|  |                                       |
|  |                                       |
|  | \| \| \| \| \| \| \| \| , \| \| \| \| |
|  |                                       |
|  |                                       |
|  |                                       |
|  | ,                                     |
|  |                                       |

|  |   |
|  |   |
|  | , |
|  |   |

|  |                                       |
|  |                                       |
|  | \| \| \| \| \| \| \| \| , \| \| \| \| |
|  |                                       |
|  |                                       |
|  |                                       |
|  | ,                                     |
|  |                                       |

|  |   |
|  |   |
|  | , |
|  |   |

|  |                                       |
|  |                                       |
|  | \| \| \| \| \| \| \| \| , \| \| \| \| |
|  |                                       |
|  |                                       |
|  |                                       |
|  | ,                                     |
|  |                                       |

|  |   |
|  |   |
|  | , |
|  |   |

|  |                                       |
|  |                                       |
|  | \| \| \| \| \| \| \| \| , \| \| \| \| |
|  |                                       |
|  |                                       |
|  |                                       |
|  | ,                                     |
|  |                                       |

|  |   |
|  |   |
|  | , |
|  |   |

|  |                                       |
|  |                                       |
|  | \| \| \| \| \| \| \| \| , \| \| \| \| |
|  |                                       |
|  |                                       |
|  |                                       |
|  | ,                                     |
|  |                                       |

|  |   |
|  |   |
|  | , |
|  |   |

|  |                                       |
|  |                                       |
|  | \| \| \| \| \| \| \| \| , \| \| \| \| |
|  |                                       |
|  |                                       |
|  |                                       |
|  | ,                                     |
|  |                                       |

|  |   |
|  |   |
|  | , |
|  |   |

|  |                                       |
|  |                                       |
|  | \| \| \| \| \| \| \| \| , \| \| \| \| |
|  |                                       |
|  |                                       |
|  |                                       |
|  | ,                                     |
|  |                                       |

|  |   |
|  |   |
|  | , |
|  |   |

|  |                                       |
|  |                                       |
|  | \| \| \| \| \| \| \| \| , \| \| \| \| |
|  |                                       |
|  |                                       |
|  |                                       |
|  | ,                                     |
|  |                                       |

|  |   |
|  |   |
|  | , |
|  |   |

|  |                                       |
|  |                                       |
|  | \| \| \| \| \| \| \| \| , \| \| \| \| |
|  |                                       |
|  |                                       |
|  |                                       |
|  | ,                                     |
|  |                                       |

|  |   |
|  |   |
|  | , |
|  |   |

|  |                                       |
|  |                                       |
|  | \| \| \| \| \| \| \| \| , \| \| \| \| |
|  |                                       |
|  |                                       |
|  |                                       |
|  | ,                                     |
|  |                                       |

|  |   |
|  |   |
|  | , |
|  |   |

|  |                                       |
|  |                                       |
|  | \| \| \| \| \| \| \| \| , \| \| \| \| |
|  |                                       |
|  |                                       |
|  |                                       |
|  | ,                                     |
|  |                                       |

|  |   |
|  |   |
|  | , |
|  |   |

|  |                                       |
|  |                                       |
|  | \| \| \| \| \| \| \| \| , \| \| \| \| |
|  |                                       |
|  |                                       |
|  |                                       |
|  | ,                                     |
|  |                                       |

|  |   |
|  |   |
|  | , |
|  |   |

|  |                                       |
|  |                                       |
|  | \| \| \| \| \| \| \| \| , \| \| \| \| |
|  |                                       |
|  |                                       |
|  |                                       |
|  | ,                                     |
|  |                                       |

|  |   |
|  |   |
|  | , |
|  |   |

У еволуционом смислу, подјела између Caelifera и Ensifera није новија од границе пермо-тријаса; најранији инсекти који су сигурно Caeliferans, налазе се у изумрлим породицама Locustopseidae и Locustavidae из раног тријаса, прије отприлике 250 милиона година. Група се диверзификовала током тријаса и од тада до данас остали су важни биљоједи. Прве модерне породице, као што су Eumastacidae, Tetrigidae и Tridactylidae, појавиле су се у креди, иако су неки инсекти који би могли да припадају у последње двије од ових група, пронађени у раној Јури. Морфолошка класификација је тешка јер су многе таксоне конвергирале ка заједничком типу станишта; модерни таксономисти су се концентрисали на унутрашње гениталије, посебно оне код мужјака. Та информација није доступна из фосилних примјерака, а палаентолошка таксономија је заснована углавном на венацији задњих крила.
Caelifera обухвата око 2.400 важећих родова и око 11.000 познатих врста. Вјероватно постоје многе неописане врсте, посебно у тропским влажним шумама. Caelifera има претежно тропску распрострањеност са мање врста познатих из умјерених зона, али већина суперпородица има представнике широм свијета. Они су скоро искључиво биљоједи и вјероватно су најстарија жива група инсеката биљоједа који жваћу.
Најразноврснија суперпородица је Acridoidea, са око 8.000 врста. Двије главне породице у суперпородици су Acrididae (grasshoppers и locusts) са распрострањеношћу широм свијета и Romaleidae (lubber grasshoppers), који се налазе углавном у Новом свијету. Ommexechidae и Tristiridae су јужноамеричке, а Lentulidae, Lithidiidae и Pamphagidae су углавном афричке. Pauliniids су ноћна врста и могу да пливају или клизају по води, док су Lentulids без крила. Pneumoridae су поријеклом из Африке, посебно из јужне Африке, а мужјаци се одликују надуваним трбухом.

## Карактеристике
Скакавци имају типичан план тијела инсеката у облику главе, грудног коша и стомака. Глава се држи вертикално под углом у односу на тијело, са устима на дну. На глави се налази велики пар сложених очију које дају свеобухватан вид, три једноставна ока која могу да детектују свјетлост и таму и пар антена налик на нити које су осјетљиве на додир и мирис. Усни апарат усмјерен на доље је модификован за жвакање и постоје два сензорна палпа испред вилица.
Грудни кош и стомак су сегментирани и имају круту кутикулу сачињену од преклапајућих плоча састављених од хитина. Три спојена торакална сегмента носе три пара ногу и два пара крила. Предња крила, позната као тегмина, су уска и кожаста, док су задња крила велика и опнаста, а вене пружају снагу. Ноге су завршене канџама за хватање. Задња нога је посебно моћна; бутна кост је робусна и има неколико гребена гдје се спајају различите површине, а унутрашњи гребени имају стридулаторне клинове код неких врста. Задња ивица цјеванице носи двоструки ред бодљи и близу њеног доњег краја, налази се пар зглобних мамуза. У унутрашњости грудног коша налазе се мишићи који контролишу крила и ноге.
Трбух има једанаест сегмената, од којих је први спојен са грудним кошем и садржи тимпанални орган и слушни систем. Сегменти од два до осам су прстенасти и спојени флексибилним мембранама. Сегменти од девет до једанаест су смањени у величини; девети сегмент носи пар церкова, а десети и једанаести сегменти имају репродуктивне органе. Женке скакаваца су обично веће од мужјака, са кратким јајолозима. Назив подреда Caelifera потиче из латинског и значи сјекач који носи, а односи се на облик јајоносника.
Оне врсте које производе лако чујне звукове обично то чине трљањем низа клинова на задњим ногама о ивице предњих крила (стридулација). Ове звукове производе углавном мужјаци да би привукли женке, мада код неких врста производе их и женке.
Скакавци могу забуном да се помијешају са цврчцима, али се разликују у многим аспектима; ово укључује број сегмената у њиховим антенама и структуру овипозитора, као и локацију тимпаналног органа и методе којима се производи звук. Врсте из породице Ensifera имају антене које могу да буду много дуже од тијела и имају најмање 20–24 сегмента, док врсте из породице caeliferans имају мање сегмената у својим краћим, чвршћим антенама.

## Биологија

### исхрана и варење
Већина скакаваца су полифаги, једу вегетацију из више биљних извора, али су неки сваштоједи и такође једу животињско ткиво и животињски измет. Уопштено, највише преферирају траву, укључујући многе житарице које се узгајају као усјеви. Око 70 одсто инсеката биљоједа једе само једну или неколико врста или родова биљака, док скакавци једу биљке из доста широког спектра породица. Они имају тенденцију да боље расту и дају више потомака када се њихова исхрана састоји од мјешавине биљака. Различите врсте скакаваца то раде на различите начине. Сиви птичји скакавац (Schistocerca nitens) и зелени птичји скакавац (Schistocerca shoshone) избјегавају предаторе тако што већину дана проводе на једној биљци домаћину. Они су названи птичији скакавци јер су међу највећим одраслим скакавцима, а женке достижу дужину до 6,5 cm. Оне добијају неопходне прехрамбене мјешавине након дугог периода храњења једном врстом домаћина, а на крају прелази на другу. Коњска љуска (Taeniopoda eques) и харлекин или скакавац дугиних боја (Dactylotum variegatum) такође једу широк спектар биљака, али их често мењају, идући од једне до друге.
Нису сви скакавци полифаги. Скакавац креозотног жбуна (Bootettix argentatus) је једини међу више од 8.000 врста скакаваца широм свијета који једе само једну врсту биљке — креозотни жбун (Larrea tridentata). Равничарски скакавац — Brachystola magna, може да достигне дужину до 8 cm. Он је универзални биљојед, али такође напада и једе друге скакавце и инсекте.
Пробавни систем је типичан за инсекте, са Малпигијевим судовима који се испуштају у средње цријево. Угљени хидрати се варе углавном у усјеву, док се протеини варе у слијепом цријеву. Пљувачка је обилна, али углавном без ензима, што помаже да се храна и Малпигијев секрет помјерају дуж цријева. Неки скакавци посједују целулазу, која омекшавањем зидова биљних ћелија чини садржај биљних ћелија доступним другим дигестивним ензимима.

### Чулни органи
Скакавци имају типичан нервни систем инсеката и обиман скуп спољашњих чула. На страни главе налази се пар великих сложених очију које дају широко видно поље и могу да открију кретање, облик, боју и удаљеност. Такође постоје три једноставна ока на челу који могу да детектују интензитет свјетлости, пар антена које садрже олфакторне (мирисне) и додирне рецепторе, и усне органе који садрже рецепторе за укус. На предњем крају стомака налази се пар бубних органа за пријем звука.
Постоје бројне фине длаке (сете) које покривају цијело тијело и дјелују као механорецептори (сензори додира и вјетра), а најгушће су на антенама, палпама (дио уста) и на церкима на врху стомака. Постоје посебни рецептори (campaniform sensillae) уграђени у кутикуле ногу који осјећају притисак и изобличење заштитног слоја коже. Постоје унутрашњи „хордотонални“ органи чула специјализовани за откривање положаја и кретања око зглобова егзоскелета. Рецептори преносе информације централном нервном систему преко сензорних неурона, а већина њих има ћелијска тијела која се налазе на периферији близу самог рецепторског мјеста.

### Циркулација и дисање
Као и други инсекти, скакавци имају отворен циркулаторни систем и њихове тјелесне шупљине су испуњене хемолимфом. Структура налик срцу у горњем дијелу стомака пумпа течност у главу одакле она цури поред ткива и органа на свом путу назад у стомак. Овај систем циркулише хранљиве материје по цијелом тијелу и носи метаболички отпад који се излучује у цријева. Друге функције хемолимфе укључују зарастање рана, пренос топлоте и обезбјеђивање хидростатичког притиска, али циркулаторни систем није укључен у размјену гасова. Дисање се изводи помоћу душника, цијеви испуњених ваздухом, које се отварају на површинама грудног коша и стомака кроз пар вентиластих одушака. Већи инсекти можда морају да активно провјетравају своја тијела тако што отворе неке вентиле док други остају затворени, користећи трбушне мишиће да прошире и скупљају тијело и пумпају ваздух кроз систем.

### Скакање
Велики скакавци, као што је врста locust, могу да скоче око метар (двадесет дужина тијела) без употребе крила; убрзање достиже максимум на око 20 g. Скакавци скачу тако што испруже своје велике задње ноге и гурају се о подлогу (тло, гранчица, влат траве или било шта друго на чему стоје); сила реакције их гура у ваздух. Они скачу из неколико разлога; да побјегну од предатора, да се дају у бјекство или једноставно да се помјере са мјеста на мјесто. За скок у бјекство посебно постоји јак селективни притисак да се максимизира брзина полијетања, пошто то одређује домет. То значи да се ноге морају набијати на тло и великом силом и великом брзином кретања. Основно својство мишића је да се не може склопити великом силом и великом брзином у исто вријеме. Скакавци то превазилазе коришћењем механизма катапулта да појачају механичку снагу коју производе њихови мишићи.
Скок је процес у три фазе. Прво, скакавац потпуно савија доњи дио ноге (цјеваница) наспрам горњег дијела (бутна кост) тако што активира мишић цјеванице. Друго, постоји период коконтракције у коме се повећава сила у великом, петокраком мишићу екстензору цјеванице, али се цјеваница одржава савијеном истовременим стезањем мишића флексора цјеванице. Екстензорски мишић је много јачи од мишића флексора, али овај други је потпомогнут специјализацијама у зглобу које му дају велику ефективну механичку предност у односу на први када је цјеваница потпуно савијена. Коконтракција може да траје до пола секунде, а током овог периода мишић екстензор се скраћује и складишти енергију еластичног напрезања тако што изобличује круте кутикуларне структуре у нози. Стезање мишића екстензора је прилично споро (скоро изометријско), што му омогућава да развије велику снагу (до 14 N код пустињског скакавца), али зато што је споро, потребна је само мала снага. Трећа фаза скока је опуштање окидача мишића флексора, чиме се цјеваница ослобађа из флектираног положаја. Накнадно брзо проширење цјеванице је вођено углавном опуштањем еластичних структура, а не даљим скраћивањем мишића екстензора. На тај начин крута кутикула дјелује као еластика катапулта, или лук од лука и стријеле. Енергија се ставља у складиште при малој снази спором, али снажном контракцијом мишића и преузима се из складишта великом снагом брзим опуштањем механичких еластичних структура.

### Стридулација
Мужјаци скакаваца већи дио дана проводе у стридулању, активније пјевајући под оптималним условима и пригушенији када су услови неповољни; женке такође стридуле, али су њихови напори безначајни у поређењу са мужјацима. Мушке нимфе у касној фази се понекад могу видјети како праве стридулаторне покрете, иако им недостаје опрема за прављење звукова, што показује важност ове особине понашања. Пјесме су средство комуникације; мушка стридулација изражава репродуктивну зрелост, жељу за друштвеном кохезијом и индивидуалним благостањем. Друштвена кохезија постаје неопходна међу скакавцима због њихове способности да скачу или лете на велике удаљености, а пјесма може да послужи да ограничи расипање и усмјери друге ка повољном станишту. Уопштена пјесма може да варира у фразеологији и интензитету, а модификује се у присуству ривалског мужјака и поново се мијења у пјесму удварања када је женка у близини. Код мужјака скакаваца из породице Pneumoridae, увећани стомак појачава стридулацију.

### Животни циклус
Сви скакавци почињу свој живот као јаја; јаја представљају најмање познату фазу животног циклуса скакавца. Новонастала женка скакавца има период преовипозиције од недељу или двије док се повећава на тежини и њена јаја сазријевају. Након парења, женка већине врста копа рупу са својим јајоликом и полаже серију јаја у махуну у земљи у близини биљака за исхрану, углавном током љета. Послије полагања јаја, она затрпа рупу земљом и отпацима и развијају се скривени од погледа људи. Неки скакавци, попут врсте полуводеног Cornops aquaticum, депонују махуну директно у биљно ткиво, а јаја у махуни су код неких врста залијепљена пјеном. Инкубација јаја почиње одмах након што их женке одложе у земљу. Ембрион, у почетку мали диск ћелија који лежи на вентралној страни површине жуманца и на задњем крају јаја, брзо расте, примајући храну из хранљивих материја у жуманцету. За седам дана ембрион миграторног скакавца — Melanoplus sanguinipes, који се држи на температури инкубације од 30 °C, достиже стадијум 19, у којем ембриони многих врста, као што су Aulocara elliotti и Camnula pellucida, престају да расту и почињу дијапаузу. Ембрион миграторног скакавца наставља да се развија и у стадијуму 20, у којем се активно креће од вентралне ка дорзалној површини и окреће се за 180 степени око своје дугачке осе. После 15 дана, ембрион нарасте до стадијума 24. у којем достиже 80 процената свог развоја, након чега престаје да расте и улази у дијапаузу. Ембрион двопругастог скакавца, а вјероватно и ембриони других врста, у стадијуму 24. улазе у дијапаузу. Изложена повољним температурама инкубације, јаја неколико врста, као што су Arphia conspersa и Xanthippus corallipes, потпуно се развијају и излегу се током истог љета када су положена. Непосредан узрок престанка ембрионалног раста (дијапаузе) у јајима већине скакаваца са пашњака је вјероватно гашење хормона раста. Ембриони остају физиолошки активни јер се наставља пренос хранљивих материја из жуманца у масно тијело ембриона и друга ткива, али ниске температуре током зиме успоравају или прекидају тај процес и ембриони улазе у период мировања.
Да би јаја положена у умјереним регионима достигла свој максимални развој прије дијапаузе, морају да добију довољно топлоте, која је обично мјерена као дневни степени топлоте акумулиране у тлу на дубини јаја. Јаја депонована касно у сезони или током хладног љета можда неће моћи да добију ту количину топлоте, посебно у сјеверним областима као што су канадске провинције Алберта, Манитоба и Саскачеван. Јаја која не достигну своју потенцијалну фазу развоја имају смањену валивост наредног прољећа, због чега не доприносе много одржању популације. Дијапаузу прекида довољно ниска температура тла, а развој се наставља чим се тло загрије изнад одређене температуре. Чим се тло у прољеће загрије изнад граничних температура тла од 10 до 13 °C, ембриони су спремни да наставе свој развој. Истраживања су показала да је код неколико проучаваних врста, јајима потребно 205 °C укупно током свих дана до јесени да би се постигао максимални ембрионални раст и још 66 °C у прољеће да би се покренуло излегање. За завршетак ембрионалног раста од почетка до краја, јајима је потребно укупно од 260 до 316 °C.
Ембриони у махуни се углавном сви излегу у року од неколико минута један од другог. Убрзо одбацују своје мембране и њихови егзоскелети очвршћавају. Ове нимфе првог узраста могу да одскоче од предатора.
Код већине врста скакаваца, сукоби између мужјака и женки ријетко ескалирају даље од ритуалних приказа. Неки изузеци укључују камелеонског скакавца (Kosciuscola tristis), гдје мужјаци могу да се боре за врх против женки које постављају јаја, а борба укључује хватање ногу, гризење, ударање и јахање.
Скакавци пролазе кроз непотпуну метаморфозу: они се више пута митаре, свака фаза постаје све већа и више личи на одраслу јединку, при чему се пупољци крила повећавају у свакој фази. Број фаза варира између врста, али је обично шест. Након завршног митарења, крила се надувају и постају потпуно функционална. Миграторни скакавац — Melanoplus sanguinipes, проводи око 25 до 30 дана као нимфа, у зависности од пола и температуре, и живи око 51 дан као одрасла јединка.

### Ројење
су фаза ројења одређених врста краткорогих скакаваца из породице Acrididae. Понашање ројења је одговор на пренасељеност. Повећана тактилна стимулација задњих ногу изазива повећање нивоа серотонина. Ово узрокује да скакавац мијења боју, храни се више и брже се размножава. Трансформација усамљене јединке у ројеве индукована је са неколико контаката у минути у кратком периоду.
Након ове трансформације, под одговарајућим условима, могу да се појаве густе номадске групе нимфи које не лете, познате као „скоци“ и производе феромоне који привлаче инсекте једни другима. Са неколико генерација у години, популација скакаваца може да се изгради од локализованих група у огромне акумулације летећих инсеката познатих као „пошасти“, прождирући сву вегетацију на коју наиђу. Највећи забиљежени рој скакаваца био је онај који је формирао сада изумрли скакавац стјеновитих планина, Melanoplus spretus, 1875. године; рој је био 2.900 km дугачак и 180 km широк, а према једној процјени, број укључених скакаваца је износио око 3,5 трилиона. Одрасли пустињски скакавац може да поједе око 2 g (0,1 ) биљног материјала сваког дана, тако да милијарде инсеката у великом роју могу да буду веома деструктивне, скидајући све лишће са биљака на погођеном подручју и конзумирајући стабљике, цвијеће, воће, сјемена и коре.

## Предатори, паразити и патогени
Скакавци имају широк спектар предатора у различитим фазама свог живота; јаја једу пчелиње мушице, трчуљци и бубе мјехури; скакаче и одрасле јединке лове други инсекти, као што су мрави, муве разбојници и сфецидне осе, пауци и многе птице, као и мали сисари, укључујући псе и мачке.
Јаја и нимфе су под нападом паразитоида, укључујући муве дуваче, месне муве и муве гусјеничарке. Спољашњи паразити одраслих јединки и нимфи укључују гриње. Женке скакаваца које паразитирају гриње, производе мање јаја и стога имају мање потомака од јединки које нису погођене.
Нематода скакавца (Mermis nigrescens) је дугачак, витак црв који инфицира скакавце и живи у њиховом циркулаторном систему. Одрасли црви полажу јаја на биљке и домаћин се инфицира када поједе лишће. Spinochordodes tellinii и Paragordius tricuspidatus су паразитски црви који инфицирају скакавце и мијењају понашање њихових домаћина. Када су црви довољно развијени, могу да убиједе скакавца да скочи у оближњу воду, гдје се удави, омогућавајући тако паразиту да настави са следећом фазом свог животног циклуса, која се одвија у води.
Скакавци су погођени болестима које изазивају бактерије, вируси, гљиве и праживотиње. Бактерије Serratia marcescens и Pseudomonas aeruginosa су умијешане у изазивање болести код скакаваца, као и ентомопатогена гљива Beauveria bassiana. Ова широко распрострањена гљива је коришћена за сузбијање разних инсеката штеточина широм свијета, али иако инфицира скакавце, инфекција обично није смртоносна јер сунчање има за посљедицу подизање температуре инсеката изнад прага који гљива толерише. Гљивични патоген — Entomophaga grylli, у стању је да утиче на понашање свог домаћина скакавца, наводећи га да се попне на врх биљке и да се држи стабљике док умире. Ово обезбјеђује широку дисперзију спора гљивица ослобођених из леша.
Гљивични патоген — Metarhizium acridum, налази се у Африци, Аустралији и Бразилу, гдје је изазвао епизоотију код скакаваца. Истражује се за могућу употребу као микробни инсектицид за контролу скакаваца. Микроспоридијска гљива — Nosema locustae, која се некада сматрала праживотињом, може да буде смртоносна за скакавце. Мора да се конзумира на уста и основа је за комерцијалне микробне пестициде на бази мамаца. У цријевима се налазе разни други микроспоридијанци и праживотиње.

### Одбрана од предатора
Скакавци представљају примјер низа адаптација против предатора, што им омогућава да избјегну откривање, да побјегну ако их открију и у неким случајевима, да избјегну да буду поједени ако буду ухваћени. Скакавци су често камуфлирани да би избјегли откривање од стране предатора који лове помоћу вида; неке врсте могу да промијене своју боју како би одговарале њиховој околини.
Неколико врста, као што је замрачени лисни скакавац — Phyllochoreia ramakrishnai, детаљно опонашају лишће. Штапни скакавци (Proscopiidae) по облику и боји опонашају дрвене штапове. Скакавци често имају деиматичне шаре на својим крилима, које дају изненадни бљесак јарких боја и могу да уплаше предаторе довољно дуго да имају времена да побјегну у комбинацији скока и лета.
Неке врсте су доста апосематичне, имају и јарку упозоравајућу боју и довољну токсичност да одврате предаторе. Dictyophorus productus је описан као „тежак, надувен, тром инсект“ који не покушава да се сакрије; има јаркоцрвени стомак, а мајмун гуенон, који је јео друге скакавце, није хтио да једе ту врсту. Експериментом са природним грабежљивцем, малим пругастим гуштером, утврђено је да је друга врста, дугини или осликани скакавац из Аризоне — Dactylotum bicolor, апосематична.
- Дречави скакавац, Atractomorpha lata, избејгава предаторе камуфлажом.
- Незграпни скакавац Titanacris albipes, има крила деиматички обојена, која служе да уплаше предаторе.
- Лисни скакавац, Phyllochoreia ramakrishnai, имитара зелени лист.
- Обојени скакавац, Dactylotum bicolor, одвраћа предаторе упозоравајућом бојом.
- Пјегави скакавац, Aularches miliaris, брани се токсичном пјеном и упозоравајућим бојама.[57]

## Односи са људима

### У умјетности и медијима
Скакавци су повремено приказани у умјетничким дјелима, као што је уљана слика мртве природе холандског сликара Златног доба — Балтазара ван дер Аста, „Цвијеће у вази са шкољкама и инсектима“, из 1630, која се сада налази у Националној галерији у Лондону, иако је инсект можда жбунасти цврчак.
На слици мртве природе Рахел Ројсх — „Цвијеће у вази“ из 1685. налазе се скакавац, паук, мрав и двије гусјенице. Према кустосу галерије — Бетси Висеман, скакавац је на столу и изгледа скоро спреман за прољеће: „па, постоје двије гусјенице које могу да видим. Посебно ми се свиђа она десно у првом плану, која само виси са његовог конца и тражи да негдје слети. То је овај диван мали приједлог покрета. На столу је скакавац који изгледа скоро спреман за прољеће на другој страни, а онда, угнијежђен између руже и божура, је диван паук и мрав на латицама руже.“
Скакавци су такође представљени у биоскопу. У филму „Почетак краја“ из 1957. приказани су огромни скакавци који нападају Чикаго. У анимираном филму компанија Disney и Pixar — „Живот буба“ из 1998. године, антагонисти су банда скакаваца, а њихов вођа Хопер служи као главни негативац.

### Симболизам
Скакавци се понекад користе као симболи. Током грчког архајског периода, скакавац је био симбол полиса Античке Атине, вјероватно зато што су били међу најчешћим инсектима на сувим равницама Атике. Атињани су неко вријеме носили златне брошеве са скакавцима како би симболизовали да су чистог атинског поријекла без страних предака. Још једна симболична употреба скакаваца је позлаћени скакавац сер Томаса Грешама на згради у улици Ломбард у Лондону, који датира из 1563. године, а симбол је игра ријечи од презимена Грешам (енгл. Gresham) и ријечи „трава“ (енгл. Grass). Зграда је неко вријеме била сједиште Краљевске берзе Гардијана, али је компанија одбила да користи симбол из страха од забуне са врстом locust.
Када се скакавци појављују у сновима, они се тумаче као симболи „слободе, независности, духовног просвјетљења, немогућности да се скрасите или посветите одлуци“. Буквално се схватају као уништавање усјева у случају фармера, фигуративно као „зли мушкарци и жене“ код непољопривредника и као „екстраваганца, несрећа или краткотрајна срећа“ код „Цигана“.

### У исхрани
У неким земљама, скакавци се користе као храна. У јужном Мексику, скакавци из врсте Chapulines се једу у разним јелима, као што су тортиље са чили сосом. На неким кинеским пијацама хране, попут компаније Donghuamen Night Market, служе се на ражњу, а поред њих служе се јагњетина, говедина, пилетина, кукуруз у клипу, тофу, цврчци, бубрези, јаја препелице, змије и лигње. Пржени скакавци (walang goreng) се једу у Јогјакартском регенту Гунунг Кидулу, Јава, у Индонезији, док су омиљена посластица у Уганди, гдје се обично једу пржени, а најчешће у новембру и мају после киша. У арапском свијету, скакавци се кувају, соле и суше на сунцу и једу се као грицкалице. У Америци, народ Охлоне је спаљивао травњаке како би бацио скакавце у јаме гдје су могли да их сакупљају као храну.
У Библији је забиљежено да је Јован Крститељ јео скакавце и дивљи мед (грч. ἀκρίδες καὶ μέλι ἄγριον, akrídes kaì méli ágrion) док је живио у пустињи. Међутим, због традиције да се он приказује као аскеза, покушавато је да се објасни да су скакавци у ствари били одговарајућа аскетска вегетаријанска храна, као што је пасуљ рогач, без обзира што ријеч ἀκρίδες значи једноставно скакавац.
У новије доба, у потрази за алтернативним здравим и одрживим изворима протеина, комерцијалне компаније управљају фармама скакаваца, гдје их узгајају и користе се у исхрани и као протеински суплементи.

### Као штеточине
Скакавци једу велике количине лишћа и као одрасли и током свог развоја, а могу да буду озбиљне штеточине сушног земљишта и прерија. Могу да буду погођени пашњаци, житарице, крмне, повртарске и друге културе. Често се грију на сунцу и успијевају у топлим сунчаним условима, тако да суша стимулише повећање популације скакаваца. Једна сезона суше обично није довољна да стимулише велики пораст популације, али неколико узастопних сушних сезона то могу да учине, посебно ако су зиме између њих благе, тако да велики број нимфи преживи. Иако сунчано вријеме стимулише раст, мора да постоји адекватна залиха хране за растућу популацију скакаваца. То значи да, иако су падавине потребне да би се стимулисао раст биљака, продужени периоди облачног времена ће успорити развој нимфи.
Скакавци најбоље могу да се спријече да постану штеточине манипулисањем њиховом околином. Сјенка коју пружа дрвеће ће их обесхрабрити и могу да буду спријечени да пређу на усјеве уклањањем грубе вегетације са необрађених површина и ивица поља, као и обесхрабрујућим густим растињем поред јаркова и на ивицама путева. Са повећањем броја скакаваца, може да се повећа и број предатора, али то се ријетко дешава довољно брзо да има велики утицај на популације. Биолошка контрола се истражује, а споре праживотиње паразита Nosema locustae, могу да се користе помијешане са мамцем за контролу скакаваца, што је ефикасније код незрелих инсеката. У малом обиму, производи од дрвета нима могу да буду ефикасни као средство одвраћања храњења и као ометач развоја нимфи. Могу да се користе и инсектициди, али одрасле скакавце је тешко убити, а пошто се крећу у поља из околног ранга раста, усјеви би брзо могли поново да буду заражени.
Неке врсте скакаваца, попут кинеског пиринчаног скакавца, су штеточине на пиринчаним пољима. Орање излаже јаја на површини поља, да их уништи сунце или поједу природни непријатељи. Нека јаја могу да буду закопана предубоко у земљу да би се могла излећи.
Пошасти скакаваца могу да имају разорне ефекте на људску популацију, узрокујући глад и потресе становништва. Они се помињу и у Курану и у Библији, а такође су сматрани одговорним за епидемије колере, које су настале као резултат лешева скакаваца утопљених у Средоземном мору и распадања на плажама. ФАО и друге организације прате активности скакаваца широм свијета. Правовремена примјена пестицида може да спријечи формирање номадских група скакача прије него што се нагомилају густи ројеви одраслих јединки. Поред конвенционалне контроле примјеном контактних инсектицида, биолошка контрола штеточина примјеном ентомопатогене гљиве Metarhizium acridum, која посебно инфицира скакавце, коришћена је са извјесним успјехом.

### Детекција експлозива
У фебруару 2020. истраживачи са Вашингтонског универзитета у Сент Луису објавили су да су конструисали „скакавце киборге“, који су способни да прецизно открију експлозив. У пројекту који финансира Америчка канцеларија за поморска истраживања, истраживачи су опремили скакавцима лагане сензорске ранчеве који су снимали и преносили електричну активност њихових антенских режњева на рачунар. Према истраживачима, скакавци су успјели да открију локацију највеће концентрације експлозива. Истраживачи су такође тестирали ефекат комбиновања сензорних информација од неколико скакаваца на тачност детекције. Нервна активност од седам скакаваца је дала просјечну стопу тачности детекције од 80%, док је један скакавац дао стопу од 60%.

### У књижевности
Египатска ријеч за скакавца написана је као „snḥm“ у консонантском хијероглифском систему писања. Фараон Рамзес II упоредио је војске Хетита са врстом скакаваца locusts: „они су покривали планине и долине и били су као скакавци у свом мноштву.“
Једна од Езопових бајки, коју је касније препричао Ла Фонтен, је прича о „цврчку и мравима“. Мрав вриједно ради цијело љето, док се цврчак игра. Зими, мрав је спреман, али цврчак гладује. Кратка прича Сомерсета Мома, „Мрав и скакавац“, истражује симболику басне путем сложеног кадрирања. Друге људске слабости, осим непромишљености, постале су идентификоване са понашањем скакаваца. Невјерна жена, која иде од мушкарца до мушкарца, је „скакавац“ у „Попригуњи“, краткој причи Антона Чехова из 1892. године, као и у филму „Скакавац“ Џерија Париса из 1969.

### У машинству
Име „Grasshopper“ је дато лаким авионима Aeronca L-3 и Piper L-4, који су коришћени за извиђање и друге задатке подршке у Другом свјетском рату и Корејском рату. Сматра се да је име настало када је генерал-мајор, Инис П. Свифт видио авион Piper L-4 како грубо слијеће и рекао је да је изгледао као скакавац због свог напредовања у скоку. Производња авиона L4 је прекинута 1981. али је, због популарности система, обновљена 1988.
Мотори са гредом скакаваца били су мотори са гредом закренутом на једном крају, а дуга хоризонтална рука је подсјећала на задњу ногу скакавца. Тип је патентирао Вилијам Фримантл 1803. године.